# Melientha
Melientha, monotipski biljni rod iz Azije, dio je porodice Opiliaceae.
M. suavis je do 13 metara visoko vazdazeleno stablo iz jugoistočne Azije. Raste na visinama od razine mora pa do 600 metara nadmorske visine, obično po listopadnim, rjeđe zimzelenim šumama.
Cvjetovi su snažnog mirisa. Mladi listovi i cvjetovi (uključujući i mlade plodove), kuhaju se i koriste kao povrće. Drvo se često koristi za izradu drvenog ugljena.
Rod je opisan 1888.

## Podvrste
- Melientha suavis subsp. macrocarpa Hiepko
- Melientha suavis subsp. suavis